# Departament Studiów i Analiz MSW
Departament Studiów i Analiz MSW – jednostka organizacyjna Ministerstwa Spraw Wewnętrznych wchodząca w skład Służby Bezpieczeństwa, funkcjonująca w Polsce w latach 1989–1990 w okresie transformacji ustrojowej.

## Historia departamentu
Powstanie komórki związane było z początkiem zmian ustrojowych, które oznaczały konieczność przystosowania się resortu do nowych realiów politycznych. Z tego względu na mocy zarządzenia nr 075 ministra z 24 sierpnia 1989 r. zlikwidowano Departament IV MSW i Biuro Studiów MSW, czyli (obok pionu III MSW) najbardziej represyjne jednostki odpowiedzialne za zwalczanie Kościoła i rozpracowywanie kierownictwa opozycji. W ich miejsce 1 września 1989 r. utworzony został Departament Studiów i Analiz MSW, który przejął również kadry Grupy Operacyjno-Sztabowej w Sekretariacie Szefa Służby Bezpieczeństwa (funkcjonującej w Wydziale Prezydialnym Gabinetu Ministra Spraw Wewnętrznych od maja 1985 r., na użytek zewnętrzny występującej jako Zespół Analiz MSW). Ekspozyturami jednostki w terenie stały się od 1 listopada 1989 r. wydziały studiów i analiz WUSW zorganizowane na bazie wydziałów IV, inspektoratów II (istniejących w największych województwach), a także inspektoratów analityczno-informacyjnych przy zastępcach szefów WUSW ds. SB.
W związku ze znacznym ograniczeniem obszarów zainteresowania aparatu represji do głównych zadań Departamentu Studiów i Analiz MSW należało studyjne, analityczne i informacyjne wspomaganie pracy operacyjnej Departamentu Ochrony Konstytucyjnego Porządku Państwa MSW oraz Departamentu Ochrony Gospodarki MSW. Działalność ta polegała przede wszystkim na ujawnianiu tendencji i zdarzeń mogących prowadzić do obalenia ustroju, osłabienia gospodarki i bezpieczeństwa państwa lub ograniczenia praw i wolności obywateli. Na tej podstawie jednostka miała wypracowywać odpowiednie koncepcje i przedsięwzięcia służące rozpoznawaniu, zapobieganiu i przeciwdziałaniu tego typu sytuacjom. Ponadto nowy departament odpowiadał za doskonalenie form i metod pracy aparatu bezpieczeństwa oraz za opracowywanie informacji i prognoz dla organów władzy państwowej z zakresu działania SB.
Pod koniec 1989 r. w departamencie funkcjonowały następujące zespoły i wydziały:
- wydziały samodzielne:
  - Wydział I (analityczno-informacyjny)
  - Wydział II (koordynacja działań jednostek terenowych oraz współpraca ze służbami krajów socjalistycznych)
- Zespół I (przejął kadry rozwiązanego Biura Studiów MSW):
  - Wydział III (zabezpieczenie masowych ruchów społeczno-zawodowych)
  - Wydział IV (rozpoznawanie wrogiej działalności osób i grup działających w masowych ruchach społeczno-zawodowych)
- Zespół II (przejął kadry rozwiązanego Departamentu IV MSW):
  - Wydział V (analiza zjawisk i zachowań społecznych w zakresie ochrony praw i wolności obywateli oraz ochrony przed zagrożeniami wynikającymi z nietolerancji i dyskryminacji z powodów wyznaniowych lub przekonań światopoglądowych)
  - Wydział VI (ujawnianie nastrojów i zdarzeń w wybranych grupach i środowiskach oraz przeciwdziałanie zagrożeniom o charakterze nacjonalistycznym, wyznaniowym i pacyfistycznym)
- Zespół III (przejął kadry Grupy Operacyjno-Sztabowej w Sekretariacie Szefa Służby Bezpieczeństwa)

Jednostka wykonywała swoje zadania do 10 maja 1990 r., czyli dnia utworzenia Urzędu Ochrony Państwa i zaprzestania działalności Służby Bezpieczeństwa. W następnych miesiącach funkcjonariusze zobowiązani byli do prowadzenia czynności jedynie w sprawach o wyjątkowym znaczeniu dla bezpieczeństwa kraju. 31 lipca 1990 r. departament został ostatecznie zlikwidowany.

## Kierownictwo
Dyrektor Departamentu Studiów i Analiz MSW:
- gen. bryg. Tadeusz Szczygieł (28 sierpnia 1989 r. – 3 kwietnia 1990 r.)